# Simon Pegg

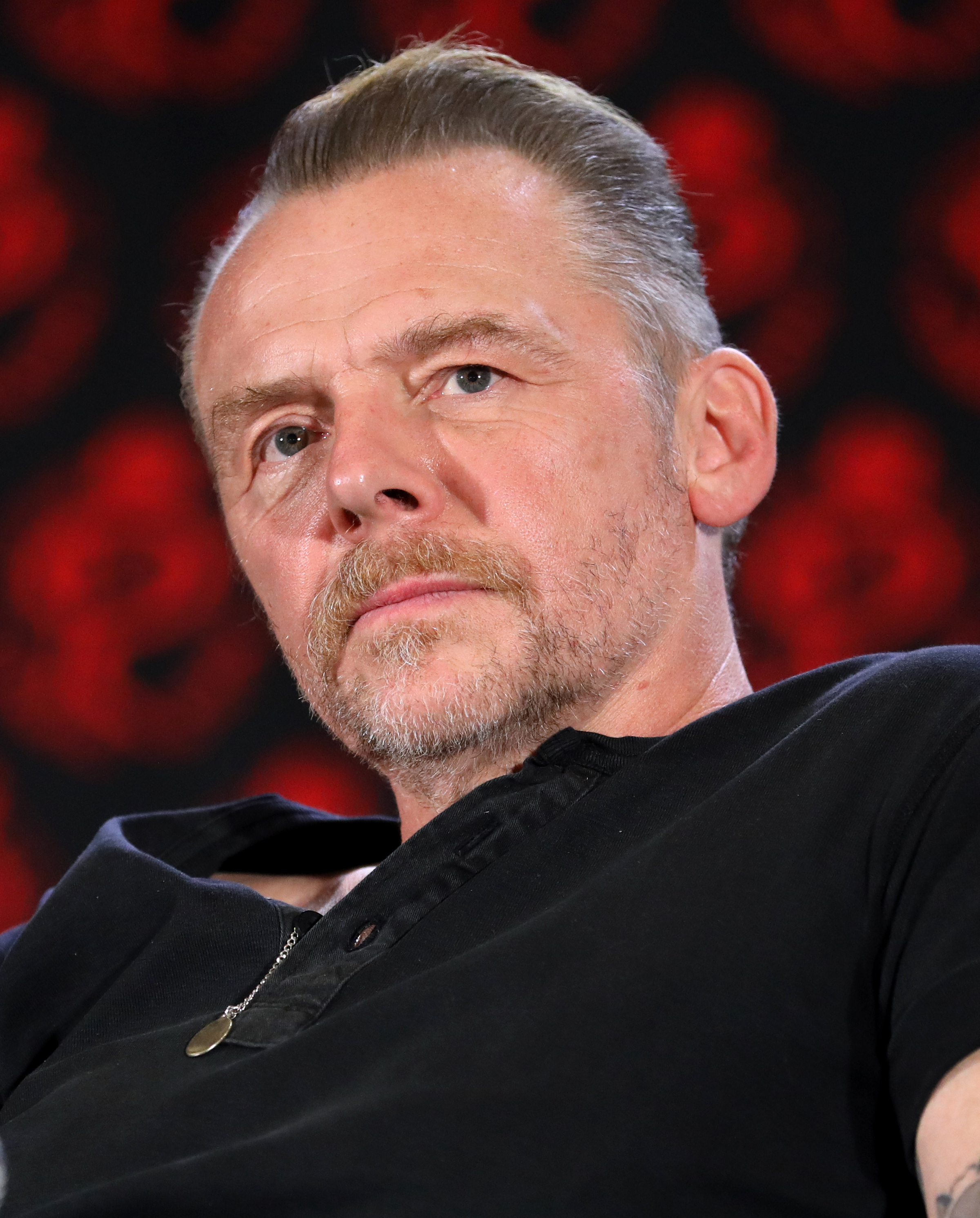
Simon Pegg (2024)

Simon John Pegg (geb. Beckingham; * 14. Februar 1970 in Gloucester, Gloucestershire) ist ein britischer Komiker, Schauspieler und Drehbuchautor.

## Leben
Peggs Vater ist Jazzmusiker und Keyboardverkäufer, seine Mutter Beamtin. Als Simon sieben Jahre alt war, ließen sich seine Eltern scheiden. Er nahm den Namen Pegg an, als seine Mutter erneut heiratete.
Er besuchte das Brockworth Gymnasium und später das Stratford Upon Avon College, um englische Literatur und Theaterwissenschaft zu studieren. An der University of Bristol studierte er schließlich Schauspiel und schrieb seine Bachelorarbeit zum Thema A Marxist overview of popular Seventies cinema and hegemonic discourses.

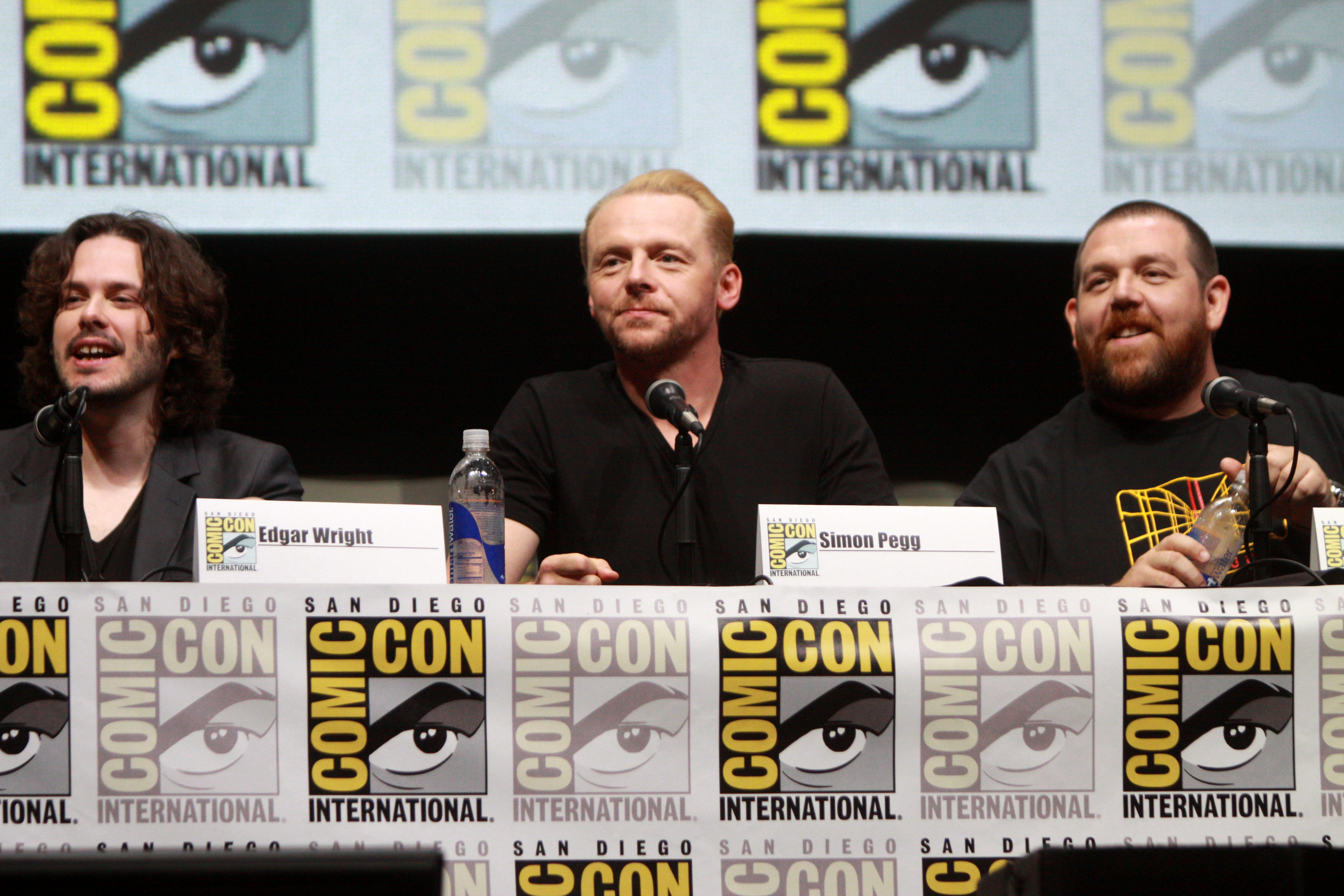
Pegg (Mitte) mit Edgar Wright (links) und Nick Frost bei der San Diego Comic-Con (2013)

Die Serie Spaced, die Horrorkomödie Shaun of the Dead und die Actionpersiflage Hot Fuzz – Zwei abgewichste Profis zählen zu Peggs bekanntesten Arbeiten. Bei diesen drei Produktionen war er sowohl Hauptdarsteller als auch Drehbuchautor und arbeitete jedes Mal mit Regisseur Edgar Wright und Schauspielkollege Nick Frost zusammen. Letzterer ist auch privat sein bester Freund und ehemaliger Mitbewohner. Für Spaced erhielt Pegg mehrere Auszeichnungen, darunter den BAFTA-Award für die beste Sitcom und den British Comedy Award für den besten Comedy-Newcomer.
Als begeisterter Zombiefilm-Fan hatte er einen Cameoauftritt in George A. Romeros Land of the Dead (2005).
Neben Tom Cruise ist er als Techniker Benji Dunn in den Actionfilmen Mission: Impossible III, Mission: Impossible – Phantom Protokoll, Mission: Impossible – Rogue Nation, Mission: Impossible – Fallout und Mission: Impossible – Dead Reckoning Teil Eins sowie Mission: Impossible – The Final Reckoning zu sehen. Er spielte im elften, zwölften und dreizehnten Film der Star-Trek-Reihe Commander Montgomery „Scotty“ Scott und 2015 in Star Wars: Das Erwachen der Macht, wodurch er in den beiden erfolgreichsten Science-Fiction Franchises mitwirkte. Pegg ist großer Fan der Star-Wars-Reihe, was sich in zahlreichen Anspielungen in seinen Filmen widerspiegelt. In der Serie Star Wars: The Clone Wars war er der Synchronsprecher des Kopfgeldjägers Dengar.
Pegg lieferte außerdem die Vorlage für die Figur Wee Hughie der Comicserie The Boys des Autors Garth Ennis und schrieb das Vorwort für den Sammelband der ersten sechs Ausgaben (im englischen Original). In der von Eric Kripke entwickelten Serienadaption The Boys für Amazon Studios verkörpert Pegg in einer wiederkehrenden Gastrolle den Vater von Hughie, der von Jack Quaid gespielt wird.
Pegg schrieb gemeinsam mit Edgar Wright das Drehbuch der Science-Fiction-Komödie The World’s End, die 2013 den Abschluss der Blood-and-Ice-Cream-Trilogie bildete. 2017 wurde er für seine Leistungen als Drehbuchautor in die Academy of Motion Picture Arts and Sciences (AMPAS) aufgenommen, die alljährlich die Oscars vergibt.
Am 23. Juli 2005 heiratete Pegg Maureen McCann in Glasgow. Sein Kollege Frost war Trauzeuge. Im Juli 2009 bekam das Ehepaar Pegg das erste Kind, eine Tochter. Pegg ist Pate von Apple, der Tochter von Chris Martin und Gwyneth Paltrow.

## Synchronsprecher
Simon Pegg hat bisher keine feste deutsche Synchronstimme. Der Versuch, mit Dennis Schmidt-Foß einen Synchronsprecher zu etablieren, scheiterte. In den Mission-Impossible-Filmen wird er von Tobias Kluckert gesprochen und in den Star-Trek-Filmen von Simon Jäger. Auch leihen ihm Jaron Löwenberg, Sascha Rotermund, Volker Hanisch sowie Michael Deffert ihre Stimmen.

## Filmografie (Auswahl)

### Fernsehserien
- 1995: Six Pairs of Pants (drei Episoden)
- 1995: Faith in the Future (15 Episoden)
- 1996: Asylum (sechs Episoden)
- 1997: We Know Where You Live (zwölf Episoden)
- 1997: I’m Alan Partridge (Episode 1x03)
- 1998: Is It Bill Bailey? (sechs Episoden)
- 1998–2002: Big Train (zwölf Episoden)
- 1999: Hippies (sechs Episoden)
- 1999–2001: Spaced (14 Episoden)
- 2001: Band of Brothers – Wir waren wie Brüder (Band of Brothers, zwei Episoden)
- 2001: Brass Eye Special (Episode Paedophilia)
- 2002–2005: Look Around You (zwei Episoden)
- 2004: Black Books (Episode 3x01)
- 2004: I Am Not An Animal (sechs Episoden, Stimme)
- 2005: Doctor Who (Episode 1x07)
- 2013: Mob City (zwei Episoden)
- 2019–2024: The Boys (neun Episoden)
- 2019: Der dunkle Kristall: Ära des Widerstands (The Dark Crystal: Age of Resistance, Stimme)
- 2020: Archer (zwei Episoden, Stimme)
- 2020: Truth Seekers (sieben Episoden)
- 2022: The Boys Presents: Diabolical (eine Episode)

### Filme
- 1999: Guest House Paradiso
- 2001: Das B-Team: Beschränkt und auf Bewährung (The Parole Officer)
- 2003: The Reckoning
- 2004: Shaun of the Dead
- 2005: The League of Gentlemen’s Apocalypse
- 2005: Spider-Plant Man
- 2005: Land of the Dead (Cameo)
- 2006: Mission: Impossible III
- 2006: Big Nothing
- 2006: Free Jimmy
- 2007: The Good Night
- 2007: Grindhouse
- 2007: Hot Fuzz – Zwei abgewichste Profis (Hot Fuzz)
- 2007: Run, Fatboy, Run
- 2008: New York für Anfänger (How to Lose Friends & Alienate People)
- 2009: Star Trek
- 2009: Ice Age 3 – Die Dinosaurier sind los (Ice Age: Dawn of the Dinosaurs, Stimme)
- 2010: Burke & Hare
- 2010: Die Chroniken von Narnia: Die Reise auf der Morgenröte (The Chronicles of Narnia: The Voyage of the Dawn Treader, Stimme)
- 2011: Paul – Ein Alien auf der Flucht (Paul)
- 2011: Die Abenteuer von Tim und Struppi – Das Geheimnis der Einhorn (The Adventures of Tintin, Stimme)
- 2011: Mission: Impossible – Phantom Protokoll (Mission Impossible – Ghost Protocol)
- 2012: Die fürchterliche Furcht vor dem Fürchterlichen (A Fantastic Fear of Everything)
- 2012: Ice Age 4 – Voll verschoben (Ice Age: Continental Drift, Stimme)
- 2013: Star Trek Into Darkness
- 2013: The World’s End
- 2014: Hectors Reise oder die Suche nach dem Glück (Hector and the Search for Happiness)
- 2014: Kill Me Three Times – Man stirbt nur dreimal (Kill Me Three Times)
- 2014: Cuban Fury – Echte Männer tanzen (Cuban Fury)
- 2015: Es ist kompliziert..! (Man Up)
- 2015: Mission: Impossible – Rogue Nation
- 2015: Zufällig allmächtig (Absolutely Anything)
- 2015: Star Wars: Das Erwachen der Macht (Star Wars: The Force Awakens)
- 2016: Ice Age 5 – Kollision voraus! (Ice Age: Collision Course, Stimme)
- 2016: Star Trek Beyond
- 2018: The Cloverfield Paradox (Stimme)
- 2018: Terminal – Rache war nie schöner (Terminal)
- 2018: Ready Player One
- 2018: Mission: Impossible – Fallout
- 2018: Slaughterhouse Rulez
- 2019: Lost Transmissions
- 2020: Inheritance – Ein dunkles Vermächtnis (Inheritance)
- 2021: America: The Motion Picture (Stimme)
- 2022: Luck (Stimme)
- 2023: Mission: Impossible – Dead Reckoning Teil Eins (Mission: Impossible – Dead Reckoning Part One)
- 2023: Nandor Fodor and the Talking Mongoose
- 2025: Mission: Impossible – The Final Reckoning